# X (Kylie Minogue-album)
Az X Kylie Minogue ausztrál énekesnő tizedik stúdióalbuma. 2007. november 21-én jelent meg a Parlophone gondozásában. Ez az első kiadványa a 2004-ben megjelent válogatáslemeze, az Ultimate Kylie és az első stúdióalbuma a 2003-as Body Language óta. Az album munkálatai Minogue mellrákból történő fokozatos gyógyulása után kezdődtek, mely betegséget 2005 májusában diagnosztizálták nála. Ennek következményeként fél úton el kellett halasztani a Showgirl: The Greatest Hits Tour-t. Minogue a turnét 2006 végén folytatta az X felvételei közepette, melyeket a következő évben fejezett be. Az albumon olyan új producerekkel dolgozott, mint Bloodshy & Avant, Guy Chambers, Calvin Harris és Freemasons.
Az X pozitív kritikákat kapott a kritikusoktól. Sokan dicsérték a lemezen hallható produceri munkákat, Minogue innovatív dalszövegeit és sokan úgy vélték, hogy ez a lemez egy igazi visszatérés a pop világába. Ennek ellenére a lemez megjelenésekor néhányan már nem voltak biztosak abban, hogy ez egy visszatérő album és számos kritikus megjegyezte, hogy az album témája ellentmondásos. Az X anyagilag sikeres volt, ugyanis első helyezést ért el Minogue hazájában, Ausztráliában, mely a Body Language óta az első lemeze, mely ezt a helyezést el tudta érni és később platina státuszt ért el az Ausztrál Hanglemezgyártók Szövetsége jóvoltából. Az Egyesült Királyságban a negyedik helyezést érte el, mely egy magasabb pozíció az előző lemezének helyezéséhez képest. Később a Brit Hanglemezgyártók Szövetsége platinalemezzel jutalmazta az albumot. A lemez nemzetközileg is jelentős sikereket ért el, Top 20-as lett olyan országokban, mint Ausztria, Németország, Franciaország és Írország.
A „2 Hearts” jelent meg a lemez első kislemezeként. A dal vegyes kritikákat kapott, dicsérték a hangzását és a produceri munkát, viszont kritizálták, amiért nem volt eléggé emlékezetes és kereskedelmi. A dal sikeres volt, első lett Ausztráliában és Spanyolországban, második Olaszországban, harmadik Svédországban, negyedik az Egyesült Királyságban. Ezután 2008 februárjában további két kislemez lett kiadva. A „Wow” lett kiadva második kislemezként az Egyesült Királyságban és Ausztráliában és harmadik kislemezként a világ többi részén. Az „In My Arms” lett második kislemezként megjelentetve világszerte és harmadik kislemezként az Egyesült Királyságban, Ausztráliában és Új-Zélandon. A „Wow”-t pozitívan fogadták és sikeres volt a listákon, míg az „In My Arms” nem volt ennyire sikeres. Az „All I See” és a „The One” digitális kislemezek voltak, az első azért, hogy a lemezt reklámozza az Egyesült Államokban, míg a második Európában jelent meg.
Az X reklámozása végett Minogue turnéra indult, mely a KylieX2008 címet kapta. A turnéval Európában, Óceániában, Dél-Amerikában, Ázsiában és Dél-Afrikában járt. A turné kedvező kritikákat kapott és anyagilag sikeres volt. Abban az időben Minogue legdrágább turnéja volt. Mivel Minogue kevésbé volt sikeres az Egyesült Államokban a lemez reklámozása céljából csak 2009-ben utazott oda következő turnéjával, mely a For You, For Me Tour néven futott. A lemezt 2008-ban a „Legjobb Nemzetközi Album” kategóriában jelölték a Brit Awards-on és szintén jelölést kapott a 2009-es Grammy-n a „Legjobb Elektronikus/Dance Album” kategóriában. A The Times szerint az album 2008 decemberéig egymillió példányban kelt el világszerte.

## Háttér és kidolgozás
Mialatt Melbourne-ben gyógyult, Minogue dalszövegeket kezdett el írni 2006-ban rákos kezelése végén, míg az előző évben semmilyen zenén nem dolgozott. A később a „Cosmic” és „No More Rain” alapjául szolgáló dalszövegeket olyan gondolatok inspirálták, mint hogy milyen dolgokat szeretne csinálni, miután teljesen felgyógyult illetve a kétségei afelől, hogy folytassa-e a karrierjét. A rákos betegségét követő gyógyulási idő miatt Minogue tudatosan készült az X felvételeire és jobban részt vett személyesen a munkálatokban, annak fényében, hogy karrierje során számtalan felvételi ciklusban, kiadásban és turnéban volt része. Aggódott afelől, hogy nem énekelt már egy jó ideje és hogy fel tud-e lépni ilyen hamar a rákos kezelése után. Minogue 2006 májusában kezdett el dolgozni a projekten, amit csak a Showgirl-turné folytatása miatt szakított meg az év végén. Miután vége lett a turnénak, visszatért a stúdióba, hogy befejezze az album munkálatait, melyet személyes ügyének érzett. A lemez címe, az X arra utal, hogy ez Minogue tizedik stúdióalbuma. Az X római számmal a 10-et jelenti. Hivatalos oldalán egy interjúban elmondta, hogy a címe eredetileg Magnetic Electric volt, ami később az egyik bónuszdal címe lett, de a lemez munkálatai alatt Minogue számára egyértelművé vált, hogy az X lenne a legjobb választás.
A kezdeti munkálatok New York-ban zajlottak a Scissor Sisters-ből ismert Jake Shears-szel és Babydaddy-vel, mielőtt Minogue csatlakozott volna Richard Stannard-hoz, Julian Peake-hez és Paul Harris-hez, akikkel számos dalt rögzítettek. Ez az együttműködés nagyon termékeny lett, mert olyan dalok születtek, mint a „Stars”, a „Ruffle My Feathers” és „I Don’t Know What It Is”. A felvételek alatt a csapat a skót zenésszel, Calvin Harris-szel az „In My Arms”-on dolgozott, míg Stannard a „The One” című dalt hozta össze, melynek társproducere a Freemasons volt. Hamarosan ezután Guy Chambers dalszerző felajánlott egy dalt Minogue-nak, melyen az elmúlt négy évben dolgozott és Serge Gainsbourg és Brigitte Bardot dalából, a „Bonnie and Clyde”-ból vett minta köré épített. Azután Cathy Dennis csatlakozott Minogue-hoz, hogy befejezzék a dalt, mely a „Sensitized” címet kapta. Ahogy az album munkálatai haladtak, Minogue számos más művésszel folytatta a munkálatokat az új zenei anyagon. Harris visszatért a projekthez a „Heart Beat Rock” című dallal, míg a brit elektronikus csapat, a Kish Mauve látta el a „2 Hearts” produceri munkálatait. Minogue anyaga új együttműködő partnereinek köszönhetően egy erősebb elektronikus színezetet kapott. A dán producerek Cutfather és Jonas Jeberg készítették el a „Like a Drug” demóját, melyet először elutasított a Parlophone, de a második próbálkozásra mégis elfogadták. Minogue a dalt Londonban rögzítette, míg később az „All I See”-t vette fel fel velük, melynek társszerzője Edwin Serrano és a „Rippin’ Up the Disco”-t. Stockholm-ban együtt dolgozott Karen Poole-lal, akikkel olyan dalok születtek, mint a „Speakerphone”, a „Cherry Bomb” és a „Nu-di-ty”. 2007 augusztusában visszatért előző dalszerző partneréhez Karen Poole-hoz és a csapathoz újonnan csatlakozott Greg Kurstin-hez, aki egy amerikai több hangszeren játszó zenész és producer. Miután megírták a „Wow”-t, a „King or Queen”-t, a „Carried Away”-t , a „Do It Again”-t és a „Magnetic Electric”-et, Minogue Kurstin-nek adta a „No More Rain”-t, hogy fejezze be a dal új produceri munkálatait.

## Zenei stílus
A lemez első dala a „2 Hearts” egy pop-rock stílusú dal, mely glam rock és rock and roll elemeket is tartalmaz. A dalban még hallhatunk olyan hangszereket, mint az elektromos gitár, gitár, dob, billentyűs hangszerek és zongora. Az „In My Arms” egy szintipop inspirálta dal, melynek témája a szerelem. A lemez nagy részét kalkulált elektropop zenének titulálták és ehhez példának a „Like a Drug”-ot és a „The One”-t említette meg az AllMusic. Dave Hughes a Slant Magazine-tól a „Speakerphone”-on és a „Heart Beat Rock”-on hallható R&B hatás kapcsán  megjegyezte, hogy a „Speakerphone” különösen szörnyű, legalábbis részben, mert a dob hangzása a hiphoppal próbál olyan módon flörtölni, mely Minogue számára nem éppen helyénvaló. A „Wow” egy erős dance-pop dal, mely továbbra is tartalmaz nu-diszkó, euro-diszkó, house zenei elemeket valamint némi új hullámos interpretációt. A „Stars” és a „The One” diszkó dalokként vannak elkönyvelve. A „Stars” az egyik legszemélyesebb dalaként van számon tartva, melyet az 1997-es Impossible Princess című lemezén való munkájához hasonlítanak. Zeneileg a „The One” album verziója egy europop és elektropop hangzású dal, míg a dal remixe egy gyorsabb tempójú dance-pop dal.

## Kislemezek
A „2 Hearts” lett az első kislemezeként megjelentetve világszerte, kivéve az Egyesült Államokat. A kislemez sikeres volt, első lett Ausztráliában és negyedik az Egyesült Királyságban. A „Wow” az Egyesült Királyságban és Ausztráliában a második kislemezként lett kiadva, míg a világ többi részén a harmadik kislemez lett. Míg közepes sikere volt Ausztráliában, ahol tizenegyedik lett, és addig nagy sikere volt az Egyesült Királyságban, ahol az ötödik helyet szerezte meg a listán és több, mint 180 000 példányban kelt el. Az „In My Arms” a harmadik kislemez lett Ausztráliában és az Egyesült Királyságban, míg a világ többi részén ez a dal lett a második kislemez. Európa szerte sikeres volt, ahol első lett Romániában és Top 10-es az Egyesült Királyságban, Belgiumban, Franciaországban, Svájcban és Németországban. Az „All I See” lett az első kislemeze az Egyesült Államokban és a második Kanadában. A dal a 81. helyet érte el a Canadian Hot 100-on, míg nem sikerült bejutnia a Billboard Hot 100-ba. Azonban harmadik lett a Dance Club Songs listán. A „The One” ki lett adva kislemezként az Egyesült Királyságban, Európában és Ausztráliában. Annak ellenére, hogy csak digitális kislemezként jelent meg, a brit kislemezlista 36. helyét szerezte meg magának.

## Fogadtatás

### A kritikusok értékelései
Az X általában pozitív kritikákat kapott. A Metacritic-nél, 100-ból 65 pontot kapott 24 kritika alapján, ami kedvezőnek számít. Chris Long a BBC-nél dicsérte az albumot mondván, hogy „az album tele van életerővel és jó érzéssel, mint minden Kylie kiadvány”. Hozzátette még, hogy az elektronikus hangzás használata mindig jól fog állni Kylie-nak, amit az X-en is jól alkalmazott. James Hunter a The Village Voice-tól megjegyezte, hogy „nem a produceri munka teszi ezt az albumot nagyszerűvé, hanem az, hogy Kylie-nak jó füle van a fantasztikus pop-rock dallamokhoz, melyeket 2008-asra alakított át és ezeket teljesen létfontosságú zeneként közelíti meg”. Mark Sutherland a Billboard-nál azt írta, hogy „a dalszerzők és producerek mind jelen vannak és korrektek, de  nem igazán dominálják Minogue dance-pop formuláját” és hozzátette, hogy „az album egy igazán szívesen látott visszatérés”. A The New York Times azt írta, hogy „bár az X nem emeli Kylie saját magas színvonalát, néha mégis találkozik vele”.
A The Guardian a „No More Rain” című dalt dicsérte vidám dinamikájáért, melyet Madonna Ray of Light című albuma inspirált és a dal szövegét, mely arról szól, hogy egy második esélyt kapunk. Viszont úgy érezte, hogy számos dal nem számos mindenről szól. Chris True az AllMusic-tól azt írta, hogy bár az album bizonyos része nagyon jó, addig nagy része híján van az egyenletességnek. A Slant Magazine-os Dave Hughes szerint „az X legkevésbé kellemes aspektusa a véletlenszerű produceri munka”.

### Kereskedelmi fogadtatás
Az X az ARIA albumlista első helyét szerezte meg az első héten több, mint 16 000 eladott példányának köszönhetően, mellyel ez lett Minogue harmadik albuma, mely hazájában, Ausztráliában első helyezést ért el. Az album tizennégy hetet töltött a Top 50-ben és később az Ausztrál Hanglemezgyártók Szövetsége platinalemezzel jutalmazta több, mint 70 000 eladott példányának köszönhetően. Emellett 2007-ben a 49. legtöbb példányban elkelt lemez lett Ausztráliában. Sajnos Új-Zéland-on ez lett Minogue legkevésbé sikeres lemeze a listákon, ugyanis a 38. helyet szerezte meg és csak egy hétig volt a listán. Az Egyesült Királyságban az album a negyedik helyig jutott a UK Albums Chart listán, ahol az első héten több, mint 82 300 példány fogyott belőle. 2010 júliusáig több, mint 463 000 példányban talált az album gazdára az Egyesült Királyságban, melynek köszönhetően a Brit Hanglemezgyártók Szövetsége platinalemezzel díjazta az albumot. Az Egyesült Államokban a Billboard 200-as listáján a 139. helyet szerezte meg és negyedik lett a Top Electronic Albums listán, ahol az első héten 6000 példányban kelt el és összesen 42 000 példány fogyott el belőle. A lemeznek jelentős sikere volt Európa szerte, ugyanis ötödik lett az European Top 100 Albums listán. Az album kilencedik lett Svájcban, Top 20-as Ausztriában, Csehországban, Franciaországban, Németországban, Magyarországon és Írországban. Top 30-as lett Belgiumban, Hollandiában, Spanyolországban és Svédországban illetve Top 40-es lett Dániában és Olaszországban.

## Számlista
|     | Cím             | Szerző(k)                                                                                      | Producer(ek)               | Hossz |
| --- | --------------- | ---------------------------------------------------------------------------------------------- | -------------------------- | ----- |
| 1.  | 2 Hearts        | Kish Mauve, Mima Stilwell                                                                      | Kish Mauve                 | 2:51  |
| 2.  | Like a Drug     | Mich Hedin Hansen, Jonas Jeberg, Engelina Andrina, Adam Powers                                 | Cutfather, Jeberg          | 3:18  |
| 3.  | In My Arms      | Kylie Minogue, Calvin Harris, Richard Stannard, Paul Harris, Julian Peake                      | C. Harris, Stannard        | 3:32  |
| 4.  | Speakerphone    | Christian Karlsson, Pontus Winnberg, Henrik Jonback, Klas Åhlund                               | Bloodshy & Avant           | 3:54  |
| 5.  | Sensitized      | Guy Chambers, Cathy Dennis, Serge Gainsbourg                                                   | Chambers, Dennis           | 3:57  |
| 6.  | Heart Beat Rock | Minogue, Karen Poole, C. Harris, John Lipsey                                                   | C. Harris                  | 3:24  |
| 7.  | The One         | Minogue, Stannard, James Wiltshire, Russell Small, John Andersson, Johan Emmoth, Emma Holmgren | Stannard, Freemasons       | 4:05  |
| 8.  | No More Rain    | Minogue, Poole, Karlsson, Winnberg, Jonas Quant                                                | Greg Kurstin               | 4:02  |
| 9.  | All I See       | Jeberg, Hansen, Edwin Serrano, Raymond Calhoun                                                 | Cutfather, Jeberg          | 3:05  |
| 10. | Stars           | Minogue, Stannard, P. Harris, Peake                                                            | Stannard, P. Harris, Peake | 3:41  |
| 11. | Wow             | Minogue, Poole, Kurstin                                                                        | Kurstin                    | 3:10  |
| 12. | Nu-di-ty        | Poole, Karlsson, Winnberg                                                                      | Bloodshy & Avant           | 3:04  |
| 13. | Cosmic          | Minogue, Eg White                                                                              | White                      | 3:09  |

| 14. | Rippin’ Up the Disco | Hansen, Jeberg, Jasmine Baird | Cutfather, Jeberg | 3:29 |

| 14. | Magnetic Electric | Minogue, Poole, Kurstin         | Kurstin           | 3:16 |
| 15. | White Diamond     | Minogue, Babydaddy, Jake Shears | Babydaddy, Shears | 3:03 |

| 14. | Heart Beat Rock (Benny Blanco Remix feat. MC Spank Rock) | Minogue, Poole, C. Harris, Lipsey | C. Harris | 3:13 |

| 14. | King or Queen           | Minogue, Poole, Kurstin                        | Kurstin                    | 2:39 |
| 15. | I Don’t Know What It is | Minogue, Stannard, P. Harris, Peake, Rob Davis | Stannard, P. Harris, Peake | 3:18 |

## Helyezések
| Albumlista (2007–08)                       | Legjobb helyezés |
| ------------------------------------------ | ---------------- |
| Ausztrália (ARIA Charts)                   | 1                |
| Ausztria (Ö3 Austria Top 40)               | 16               |
| Belgium (Ultratop Flandria)                | 26               |
| Belgium (Ultratop Vallónia)                | 23               |
| Csehország (ČNS IFPI)                      | 16               |
| Dánia (Tracklisten)                        | 34               |
| Európa (European Top 100 Albums)           | 5                |
| Franciaország (SNEP)                       | 19               |
| Írország (Ír albumlista)                   | 14               |
| Japán (Oricon)                             | 40               |
| Magyarország (Mahasz)                      | 20               |
| Németalföld (Dutch Charts)                 | 4                |
| Németország (Media Control Charts)         | 15               |
| Olaszország (FIMI)                         | 9                |
| Spanyolország (PROMUSICAE)                 | 28               |
| Svájc (Schweizer Hitparade)                | 9                |
| Svédország (Sverigetopplistan)             | 28               |
| Új-Zéland (Recorded Music NZ)              | 38               |
| Egyesült Királyság (UK Albums Chart)       | 4                |
| Egyesült Államok (Billboard 200)           | 139              |
| Egyesült Államok (Dance/Electronic Albums) | 4                |

| Albumlista (2007)                    | Legjobb helyezés |
| ------------------------------------ | ---------------- |
| Ausztrália (ARIA Charts)             | 49               |
| Egyesült Királyság (UK Albums Chart) | 51               |
| Albumlista (2008)                    | Legjobb helyezés |
| Belgium (Ultratop Vallónia)          | 78               |
| Európa (European Top 100 Albums)     | 64               |
| Franciaország (SNEP)                 | 158              |
| Egyesült Királyság (UK Albums Chart) | 100              |

## Minősítések és eladási adatok
| Ország                   | Minősítés    | Eladás   | Alapul         |
| ------------------------ | ------------ | -------- | -------------- |
| Ausztrália (ARIA)        | Platinalemez | 70 000+  | Szállításokon  |
| Belgium (BEA)            | Aranylemez   | 15 000+  | Értékesítésben |
| Franciaország (SNEP)     | Aranylemez   | 23 600+  | Értékesítésben |
| Írország (IRMA)          | Aranylemez   | 7500+    | Szállításokon  |
| Magyarország (Mahasz)    | Aranylemez   | 3000+    | Szállításokon  |
| Oroszország (NFPF)       | Aranylemez   | 10 000+  | Értékesítésben |
| Egyesült Királyság (BPI) | Platinalemez | 463 000+ | Értékesítésben |
| Egyesült Államok (RIAA)  |              | 42 000+  | Értékesítésben |

## Kiadási előzmények
| Ország             | Dátum              | Formátum                       | Kiadó                           |
| ------------------ | ------------------ | ------------------------------ | ------------------------------- |
| Japán              | 2007. november 21. | CD, CD+DVD, digitális letöltés | EMI Music Japan                 |
| Ausztrália         | 2007. november 23. | CD, CD+DVD, digitális letöltés | Festival Mushroom, Warner Bros. |
| Franciaország      | 2007. november 23. | CD, CD+DVD, digitális letöltés | EMI                             |
| Németország        | 2007. november 23. | CD, CD+DVD, digitális letöltés | EMI                             |
| Olaszország        | 2007. november 23. | CD, CD+DVD, digitális letöltés | EMI                             |
| Tajvan             | 2007. november 23. | CD, CD+DVD                     | EMI                             |
| Írország           | 2007. november 23. | CD, digitális letöltés         | Parlophone                      |
| Egyesült Királyság | 2007. november 26. | CD, CD+DVD, digitális letöltés | Parlophone                      |
| Egyesült Államok   | 2008. április 1.   | CD, digitális letöltés         | Capitol Records, Astralwerks    |